# 聖海倫 (密歇根州)
聖海倫（英語：St. Helen）是位於美國密歇根州羅斯康芒縣里奇菲爾德鎮區的一個普查規定居民點。

## 人口
根據2020年美國人口普查的數據，聖海倫的面積為17.15平方千米，當中陸地面積為14.84平方千米，而水域面積為2.31平方千米。當地共有人口2735人，而人口密度為每平方千米159.48人。